# Octodon
Octodon là một chi động vật có vú trong họ Octodontidae, bộ Gặm nhấm. Chi này được Bennett miêu tả năm 1832. Loài điển hình của chi này là Octodon cumingii Bennett, 1832 (= Sciurus degus Molina, 1782).

## Hình ảnh

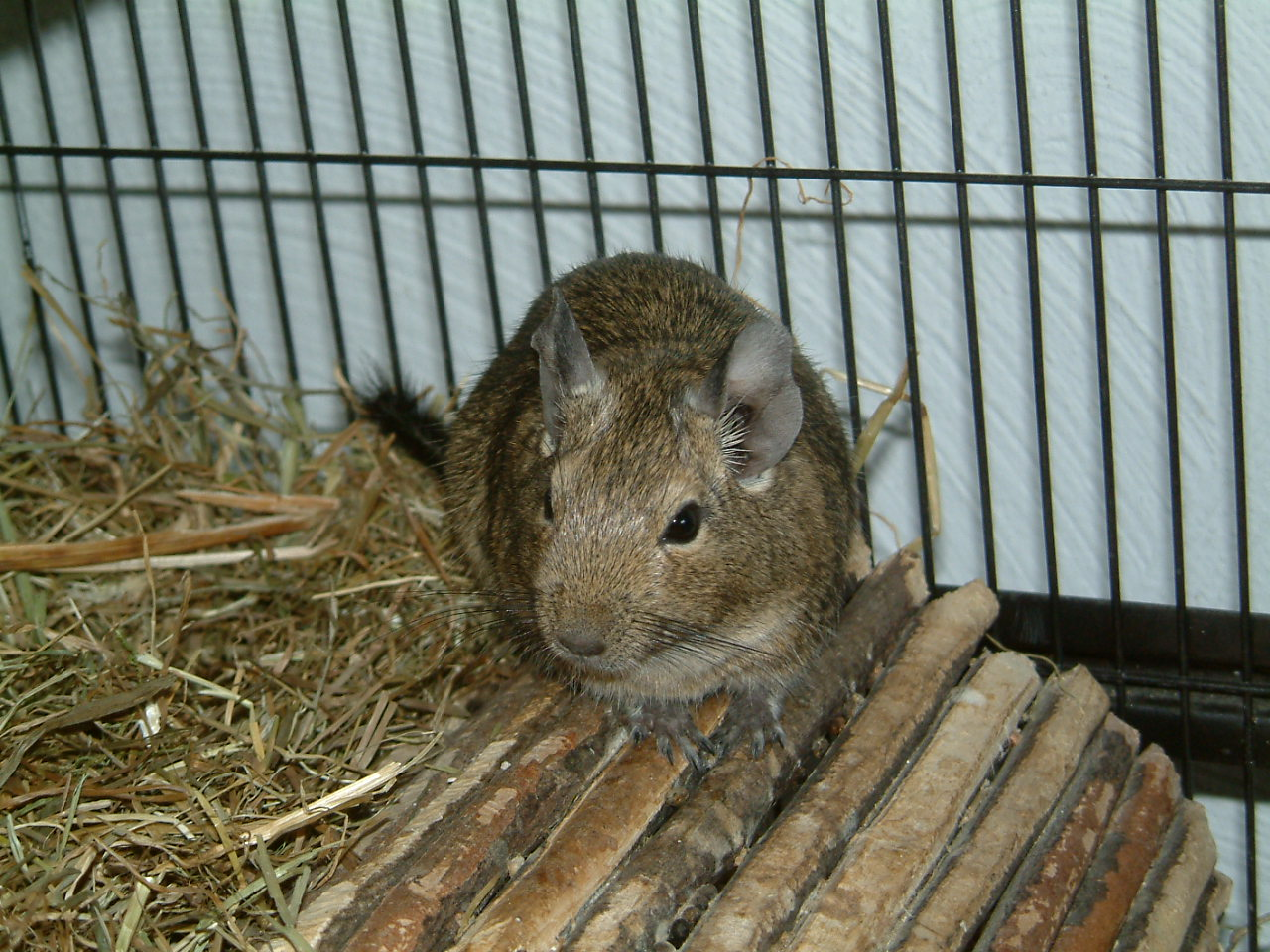
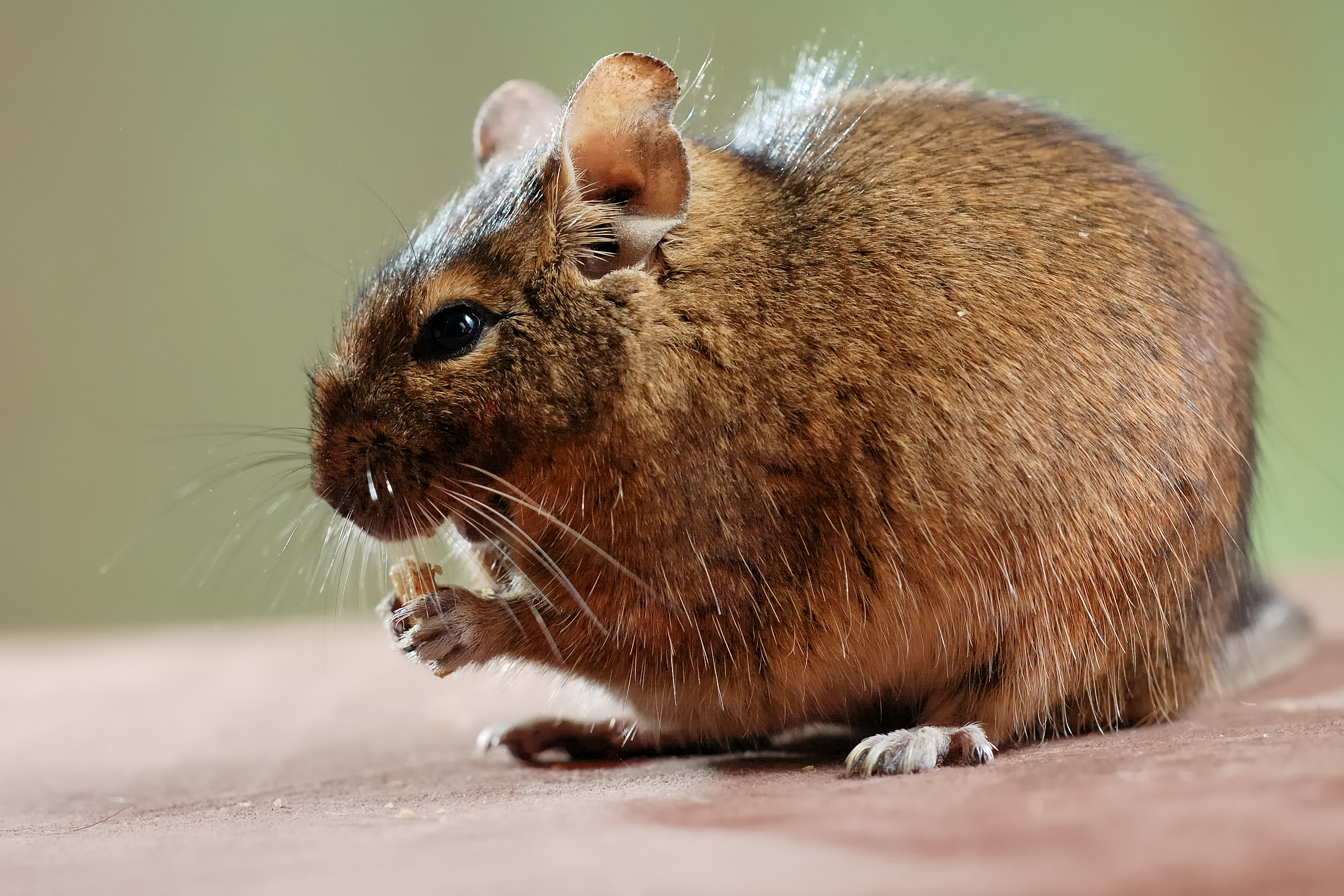
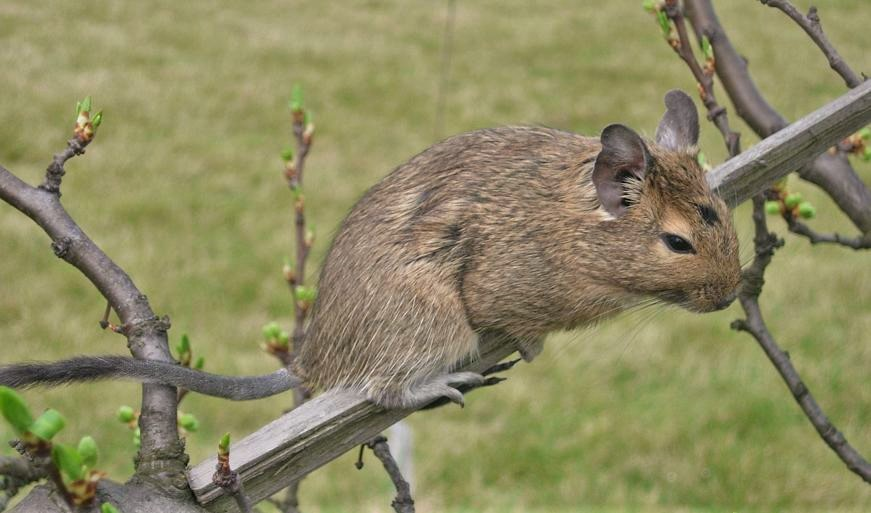
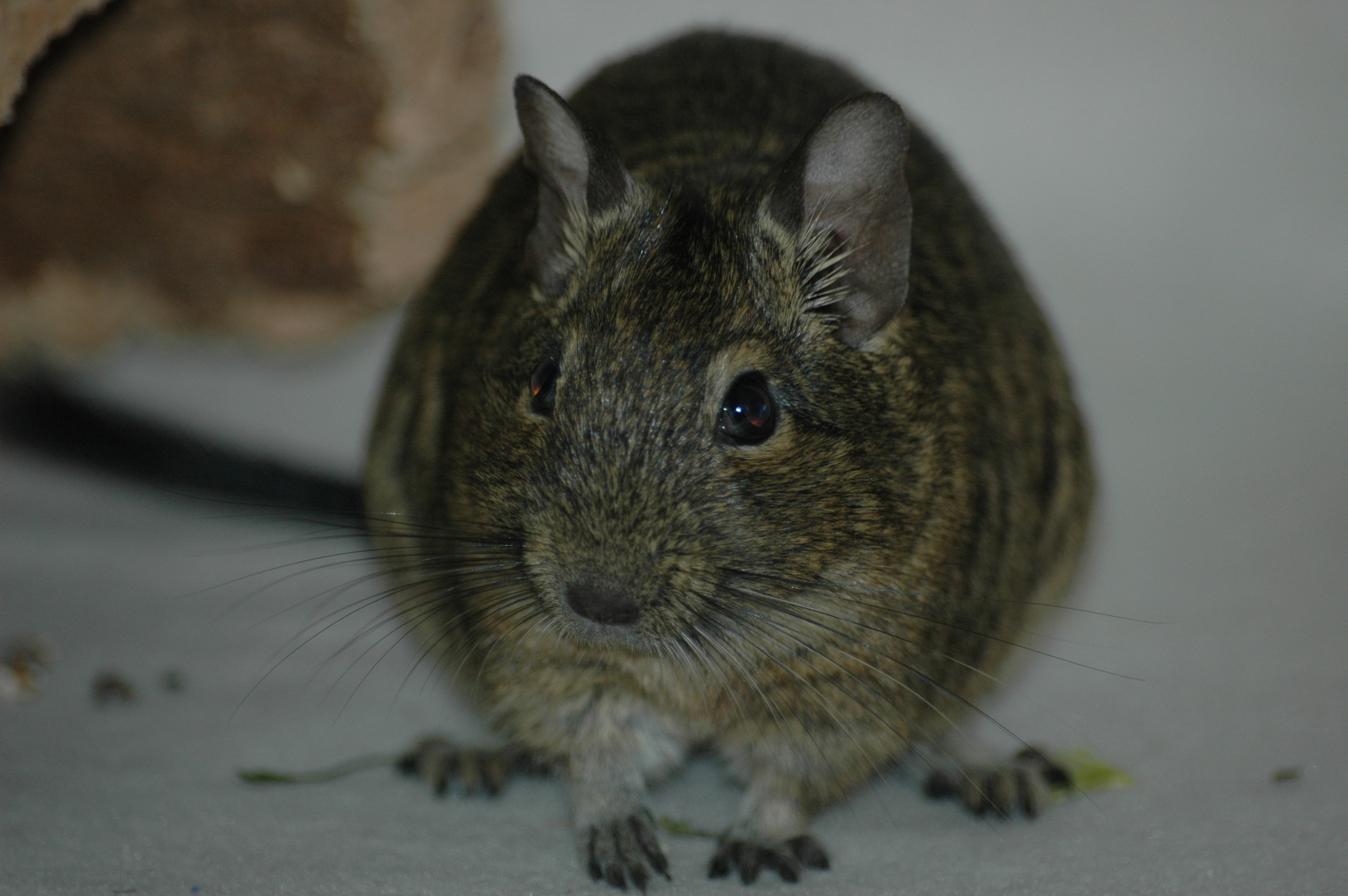

## Các loài
Chi này gồm các loài: